# Gotabaya Rajapaksa

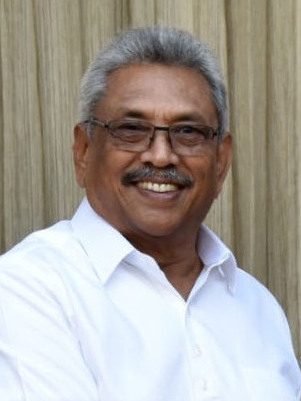
Gotabaya Rajapaksa, 2019

Nandasena Gotabaya Rajapaksa (singhalesisch ගෝඨාභය රාජපක්ෂ Gōṭābaya Rājapakṣa, Tamil கோத்தாபய ராஜபக்ச Kōttāpaya Rājapakca; * 20. Juni 1949 in Palatuwa, Distrikt Matara) ist ein sri-lankischer Politiker (SLPP). Von 2005 bis 2015 war er Verteidigungsminister und vom 18. November 2019 bis zu seinem Rücktritt am 14. Juli 2022 Staatspräsident Sri Lankas.

## Leben
Gotabaya Rajapaksa entstammt einer politisch aktiven Familie. Sein Vater Don Alwin Rajapaksa (1905–1967) war Parlamentsabgeordneter der sozialistischen und singhalesisch-nationalistischen Sri Lanka Freedom Party und Landwirtschaftsminister im Kabinett von Ministerpräsident Vijayananda Dahanayake, sein Bruder Mahinda Rajapaksa war 2005 bis Januar 2015 der sechste Präsident Sri Lankas. Gotabaya Rajapaksa war das fünfte von insgesamt neun Kindern und wuchs in Weerakatiya im Distrikt Hambantota auf. Er erhielt seine Schulbildung am Ananda College in Colombo.

### Militärische und berufliche Laufbahn
Gotabaya Rajapaksa trat 1971 als Kadett in die sri-lankische Armee ein und absolvierte eine Offiziersausbildung. Er studierte Militärwissenschaften an der University of Madras, wo er 1983 einen Master-Abschluss machte. Im sri-lankischen Bürgerkrieg war er in den 1980er und 1990er Jahren mehrfach mit militärischen Kommandos betraut. Im Rang eines Oberstleutnants schied er 1991 aus dem Militärdienst aus. 
Danach absolvierte er ein Postgraduiertenstudium in Informationstechnologie an der Universität Colombo, das er mit einem Diplom abschloss. Im Jahr 1998 zog er mit seiner Familie nach Kalifornien, wo er als Systemadministrator an der Loyola Law School arbeitete. Im Jahr 2003 wurde er Staatsbürger der Vereinigten Staaten und verlor dadurch die sri-lankische Staatsbürgerschaft.

### Verteidigungsminister
Nach dem Wahlsieg seines Bruders Mahinda bei der Präsidentschaftswahl in Sri Lanka 2005 amtierte er ab November 2005 als Verteidigungsminister Sri Lankas. Dazu nahm er neben der amerikanischen wieder die sri-lankische Staatsbürgerschaft an. Nachdem am 8. Januar 2015 Präsident Mahinda Rajapaksa abgewählt wurde, verlor Gotabaya Rajapaksa sein Amt als Verteidigungsminister am 12. Januar 2015 an den neuen Staatspräsidenten Maithripala Sirisena.
Während seiner Amtszeit als Verteidigungsminister wurde Rajapaksa angelastet, für Kriegsverbrechen, Folter und das Verschwindenlassen von missliebigen Journalisten verantwortlich gewesen zu sein, was er selbst bestritt. Am 18. November 2011 verurteilte ein Gericht Sarath Fonseka, einen General, der nach dem Bürgerkrieg in die Politik wechselte und gegen Mahinda Rajapaksa in der Präsidentschaftswahl 2010 antrat, zu drei Jahren Gefängnis. Er wurde beschuldigt, falsche Beschuldigungen gegen Gotabaya Rajapaksa erhoben und damit „Gerüchte verbreitet und für öffentliche Unordnung gesorgt“ zu haben. Fonseka hatte in einem Interview behauptet, Gotabaya Rajapaksa habe im Mai 2009 die Exekution von sich ergebenden Tamilen-Rebellen befohlen.
Im Jahr 2019 wurde Gotabaya Rajapaksa in den USA von einem Folteropfer und der Tochter des 2009 ermordeten Journalisten Lasantha Wickrematunge zivilrechtlich angeklagt.

### Präsidentschaft
Gotabaya Rajapaksas Bruder Mahinda durfte bei der Präsidentschaftswahl 2019 aufgrund der Amtszeitbegrenzung nicht erneut kandidieren, so dass sich die Hoffnungen der Rajapaksa-Anhänger auf Gotabaya konzentrierten. Am 26. April 2019 erklärte dieser öffentlich seine Kandidatur. Um die Voraussetzungen für das Präsidentenamt zu erfüllen, legte er die Staatsbürgerschaft der Vereinigten Staaten ab, die er neben der sri-lankischen besessen hatte. Am 11. August 2019 wählte ihn die von seinem Bruder Mahinda geführte Partei Sri Lanka Podujana Peramuna (SLPP) zu ihrem Kandidaten.
Er gewann die Wahl am 16. November 2019 mit 52,25 Prozent der Stimmen, sein wichtigster Konkurrent Sajith Premadasa von der oppositionellen UNP erhielt 42 Prozent. Am 18. November 2019 wurde Rajapaksa als Staatsoberhaupt vereidigt. Drei Tage später entließ er den bisherigen Premierminister Ranil Wickremesinghe (UNP) und ernannte seinen Bruder Mahinda Rajapaksa zum Regierungschef. Bei der Parlamentswahl im August 2020 gewannen die SLPP und ihre Verbündeten fast zwei Drittel der Sitze.

### Politische Krise 2022 und Rücktritt
Im April und Mai 2022 kam es zu schweren Unruhen und Massenprotesten in ganz Sri Lanka aufgrund der Wirtschaftskrise, in die das Land seit dem Jahr 2019 geraten war. Die Wirtschaftskrise äußerte sich in Form einer Devisenverknappung, die wiederum dazu führte, dass essentielle Güter wie Medikamente und Grundnahrungsmittel nicht mehr in ausreichender Menge importiert werden konnten, was zu Preisanstiegen führte. Dies belastete vor allem die einfache Bevölkerung. Als Ursache der ökonomischen Krise wurde neben der COVID-19-Pandemie vor allem eine verfehlte Wirtschaftspolitik gesehen, für die die Rajapaksa-Brüder (Gotabaya Rajapaksa als Präsident und Mahinda Rajapaksa als gleichzeitig amtierender Premierminister) verantwortlich gemacht wurden. Am 9. Mai 2022 trat Mahinda Rajapaksa infolge der Massenproteste von seinem Amt als Premierminister zurück.
Die Protestierenden forderten auch den Rücktritt Gotabaya Rajapaksas, den dieser zunächst ablehnte. Am 9. Juli 2022 durchbrachen Tausende aus dem ganzen Land angereiste Demonstranten die Polizeiabsperrungen vor dem Präsidentenpalast und erstürmten das Gebäude. Präsident Rajapaksa war zuvor durch das Militär in Sicherheit gebracht worden. Kurz nach dem Ereignis kündigte der Parlamentssprecher an, dass Rajapaksa am 13. Juli 2022 vom Präsidentenamt zurücktreten werde, „um einen friedlichen Übergang zu gewährleisten“.
Am 12. Juli 2022 verließ er das Land und floh zunächst auf die Malediven. Danach flog er weiter nach Singapur, wo er am 14. Juli 2022 seinen Rücktritt vom Präsidentenamt erklärte. Sein Amtsnachfolger wurde Premierminister Ranil Wickremesinghe, der ab dem 13. Juli 2022 als geschäftsführender Präsident Sri Lankas agierte.
Am 2. September 2022 kehrte Gotabaya Rajapaksa nach sieben Wochen im Exil nach Colombo in Sri Lanka zurück.
Am 14. November 2023 befand der Oberste Gerichtshof von Sri Lanka im Anschluss an eine von Transparency International Sri Lanka (TISL) und vier weiteren Aktivisten eingereichte Klage Rajapaksa, seine Brüder Mahinda und Basil sowie mehrere andere Beamte der wirtschaftlichen Misswirtschaft zwischen 2019 und 2022 für schuldig und stellte fest, dass die Beklagten gegen das Grundrecht auf gleichen Schutz durch das Gesetz gemäß Artikel 12 Absatz 1 der Verfassung verstoßen haben. Zwar wurde keine Entschädigung angeordnet, da die Petenten keine Entschädigung forderten, doch ordnete das Gericht an, dass jeder Petent Anspruch auf Prozesskosten in Höhe von 150.000 Rs. (450 USD) durch die Beklagten hat.